# Вангел Нечевски
Вангел Нечевски — Тунел (Битољ, 17. март 1922 — Битољ, 16. октобар 2006), учесник Народноослободилачке борбе, друштвено-политички радник СР Македоније и народни херој Југославије.

## Биографија
Рођен је 17. марта 1922. године у Битољу. После завршетка основне школе, радио је на гајењу дувана и аргатовању. Са петнаест година се запослио у дуванском монополу, након чега се прикључио револуционарном радничком покрету. Био је активан члан Уједињених радничких синдиката (УРС). Још пре почетка рата, примљен је за члана Савеза комунистичке омладине Југославије (СКОЈ).
Одмах после окупације Југославије, укључен је у групе које су сакупљале оружје и муницију и агитовале за рат против окупатора. Бугарска полиција га је убрзо ухапсила и мучила како би одао своје сараднике. Вангел им није ништа рекао. Крајем 1941. године, интерниран је на шест месеци. Кад се у јулу 1942. године вратио из интернације, одмах се придружио Битољско-преспанском одреду „Даме Груев“.
Учествовао је у борбама код Кожана, Смилева, Лера, Српца и Беранаца. Био је учесник група за ликвидирање сарадника окупатора. Ускоро је позван у Главни штаб НОВ и ПО Македоније, где је вршио поверљиве курирске задатке. Децембра 1942. године, успео је да убије два граничара и пренесе важне материјале из Егејске Македоније у Битољ. У лето 1943. године, водио је Кузмана Јосифовског преко граничних прелаза и заседа ради повезивања са Другим обласним комитетом. Успео је да успостави везе и са Трећим обласним комитетом и Тиквешким партизанским одредом. Често је по налогу Главог штаба улазио у градове ради успостављања веза са локалним комунистичким организацијама. Пред крај рата постављен је за заменика команданта дивизије.
После ослобођења Југославије, прешао је на рад у Одељење за заштиту народа (ОЗН) и вршио разне одговорне дужности. Након пензионисања, наставио је у Битољу своју активност у друштвено-политичком животу, као председник Савеза бораца и председник Матице исељеника у Битољу.
Умро је 16. октобра 2006. године у Битољу.
Носилац је Партизанске споменице 1941. и осталих југословенских одликовања, међу којима су — Орден заслуга за народ са сребрним зрацима, Орден братства и јединства са сребрним венцем, Орден за храброст и Орден партизанске звезде са пушкама. Орденом народног хероја одликован је 20. децембра 1951. године.